# James Gates Percival

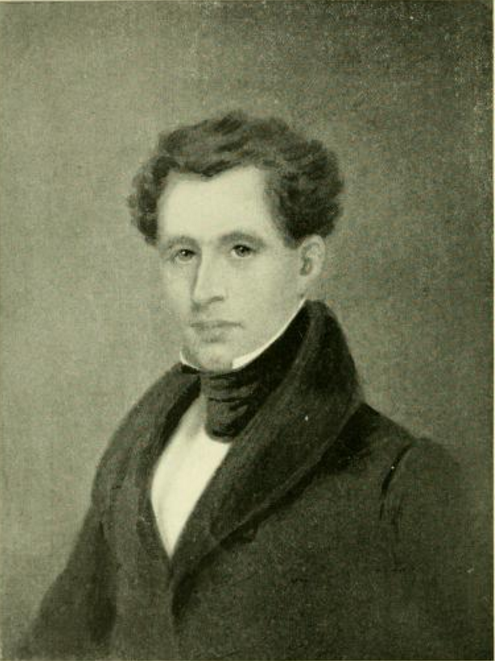
James Gates Percival

James Gates Percival (* 15. oder 17. September 1795 in Kensington, Connecticut; † 2. Mai 1856 in Hazel Green, Wisconsin) war ein US-amerikanischer Geologe und Dichter, der vor allem durch seine Gedichtbände Clio und Poems bekannt wurde.

## Leben
Percival studierte nach dem Schulbesuch zunächst an der Yale University und nach deren Beendigung 1815 Medizin an der dortigen School of Medicine. Später nahm er eine Professur für Chemie an der US Military Academy in West Point an und beschäftigte sich dort auch mit Geologie.
Neben seiner Lehrtätigkeit war er als Verfasser von Gedichten tätig und veröffentlichte 1821 seinen ersten Gedichtband Poems, dem zu Beginn der 1820er Jahre mit Clio (1822), Prometheus, Part II: With Other Poems (1822) und Poems (1823) in rascher Folge drei weitere Bände folgten. Durch seine Gedichte wurde er zu einem der erfolgreichsten Lyriker der amerikanischen Romantik vor William Cullen Bryant.
Nach rund zwanzigjähriger Pause erschien 1843 The Dream of a Day, and Other Poems (1843), während The Poetical Works of James Gates Percival (1863) erst posthum erschien.